# Yendi
Yendi è una città del Ghana, situata nella Regione Settentrionale.